# 46大厦
46大厦是一座位于印尼南雅加达行政市苏迪曼路（Jalan Jenderal Sudirman）BNI城市综合体的摩天大楼。这座46层的办公大厦建于1996年，并由Zeidler Roberts Partnership和DP Architects设计完成。

## 简介
46大厦位于市中心一块15公顷的土地上。它的建筑面积为140,028平方米。46大厦高度为262米，是世界上第358高的现有建筑。
46大厦屋顶较高高度为228米，而测量较低的屋顶时只有200米高。大厦地上楼层为46层，仅由办公室组成。有2个地下楼层用作停车场。该塔包含23层楼的电梯，在超高速模型中可以达到360mpm的速度。

## 设计
46大厦的建筑设计为现代化，外观独特，弧形如钢笔，四周覆盖着方形图案的玻璃幕墙。在大厦两侧，玻璃幕墙被同样为方形的空心混凝土墙覆盖。由于其独特性，这座摩天大楼是继印尼国家纪念塔（Monas）之后雅加达的标志性建筑之一。